# Dicranota (Rhaphidolabis) separata
Dicranota (Rhaphidolabis) separata is een tweevleugelige uit de familie Pediciidae. De soort komt voor in het Oriëntaals gebied.